# Condado de Vestur-Ísafjarðarsýsla

Vestur-Ísafjarðarsýsla se encuentra en el noroeste islandés.

Vestur-Ísafjarðarsýsla es uno de los veintitrés condados de Islandia. Su ciudad principal es Tunga, con una población de 460 habitantes.

## Geografía
Este condado tiene 1.221 kilómetros cuadrados de superficie. Su ubicación exacta es latitud: 65.8333, longitud: -23. Tiene una altura media de 722 metros aproximadamente. La zona horaria utilizada es la Atlantic/Reykjavik, que es también utilizada en el resto de la Islandia.

## Localidades de Vestur-Ísafjarðarsýsla
| Localidad                                          | Elevación | Población    |
| -------------------------------------------------- | --------- | ------------ |
| Álptamýri                                          | 49 pies   | 6 personas   |
| Árbær                                              | 177 pies  | 5 personas   |
| Auðkúla                                            | 177 pies  | 5 personas   |
| Bær                                                | 249 pies  | 67 personas  |
| Dvergasteinn                                       | 3 pies    | 28 personas  |
| Þingeyri                                           | 524 pies  | 9 personas   |
| Engidalur                                          | 652 pies  | 176 personas |
| Eyri                                               | 32 pies   | 10 personas  |
| Flateyri                                           | 3 pies    | 66 personas  |
| Folafótur                                          | 193 pies  | 9 personas   |
| Garðsstaðir                                        | 3 pies    | 12 personas  |
| Gata                                               | 675 pies  | 6 personas   |
| Hafrafell                                          | 3 pies    | 227 personas |
| Háls                                               | 846 pies  | 28 personas  |
| Hanhóll                                            | 603 pies  | 420 personas |
| Haukadalur                                         | 19 pies   | 7 personas   |
| Hlíð                                               | 3 pies    | 51 personas  |
| Hnífsdalur                                         | 3 pies    | 156 personas |
| Hóll                                               | 6 pies    | 300 personas |
| Holt                                               | 3 pies    | 44 personas  |
| Hraun                                              | 88 pies   | 4 personas   |
| Hvammur                                            | 334 pies  | 11 personas  |
| Ísafjörður                                         | 383 pies  | 183 personas |
| Kirkjubær                                          | 2230 pies | 183 personas |
| Kirkjuból                                          | 200 pies  | 39 personas  |
| Kolbeinseyri                                       | 3 pies    | 5 personas   |
| Látur                                              | 0 pies    | 13 personas  |
| Litlibær                                           | 85 pies   | 9 personas   |
| Meiribakki                                         | 42 pies   | 216 personas |
| Minnibakki                                         | 42 pies   | 216 personas |
| Minnihlíð                                          | 226 pies  | 209 personas |
| Mýrar                                              | 3 pies    | 16 personas  |
| Nauteyri                                           | 49 pies   | 15 personas  |
| Neðri Arnardalur                                   | 146 pies  | 77 personas  |
| Núpur                                              | 275 pies  | 21 personas  |
| Rafnseyri                                          | 465 pies  | 5 personas   |
| Sæból                                              | 121 pies  | 16 personas  |
| Sandur                                             | 72 pies   | 7 personas   |
| Skálavík                                           | 42 pies   | 216 personas |
| Skógur                                             | 324 pies  | 12 personas  |
| Staður                                             | 190 pies  | 67 personas  |
| Súðavík                                            | 9 pies    | 23 personas  |
| Suðureyri                                          | 334 pies  | 107 personas |
| Tannanes                                           | 1916 pies | 14 personas  |
| Tjaldtangi                                         | 0 pies    | 5 personas   |
| Tröð (Hay dos estableimientos con el mismo nombre) | 0 pies    | 23 personas  |
| Tröð                                               | 0 pies    | 139 personas |
| Tunga                                              | 1010 pies | 460 personas |
| Úlfsá                                              | 3 pies    | 227 personas |
| Vaðlar                                             | 68 pies   | 44 personas  |
| Vaþsfjorður                                        | 101 pies  | 11 personas  |

## Demografía
En Vestur-Ísafjarðarsýsla viven 4225 personas en un territorio de una superficie de 1.221 kilómetros cuadrados. Densidad poblacional: 3,46 habitantes por kilómetro cuadrado.